# خوان ألونزو
خوان ألونزو هو لاعب كرة قدم. يلعب مع منتخب كوبا لكرة القدم. سبق له أن لعب في كأس العالم لكرة القدم مع منتخب بلاده.

## روابط خارجية
- خوان ألونزو على موقع الاتحاد الدولي (مؤرشف)  (الإنجليزية)
- خوان ألونزو على موقع قاعدة بيانات كرة القدم.إي يو (الإنجليزية)
- خوان ألونزو على موقع ناشيونال فوتبول تيمز (الإنجليزية)
- خوان ألونزو على موقع Soccerway.com (الإنجليزية)
- خوان ألونزو على موقع عالم كرة القدم.نت (الإنجليزية)